# Stylidium accedens
Stylidium accedens är en tvåhjärtbladig växtart som beskrevs av Anthony R. Bean. Stylidium accedens ingår i släktet Stylidium och familjen Stylidiaceae. Inga underarter finns listade i Catalogue of Life.